# Conor Maynard
Conor Paul Maynard (Brighton, 21 de noviembre de 1992) es un cantante y compositor británico. Se dio a conocer en 2006 cuando comenzó a subir sus propias versiones de distintas canciones a su canal de YouTube. Aunque no fue hasta el 2011 que Pharrell Williams y Ne-Yo descubrieron su talento y lo hicieron firmar con la discográfica Parlophone, y hoy en día son sus mentores.
Luego, en 2012, fue elegido por el público de MTV como la nueva sensación del 2012, donde venció a artistas como Lana Del Rey y Delilah. El mismo año, lanzó al mercado diferentes sencillos, como «Can't Say No», «Vegas Girl» y «Turn Around», que lograron un puesto entre los diez éxitos semanales en el UK Singles Chart. Además, su álbum debut Contrast alcanzó la primera posición del UK Albums Chart.

## Biografía

### 1992-2011: Primeros años e inicios musicales
Conor Maynard nació el 21 de noviembre de 1992 en Brighton, Reino Unido, bajo el nombre de Conor Paul Maynard, hijo de Gary Maynard, un trabajador, y Helen Maynard. Tiene dos hermanos menores, Jack y Anna Maynard. En su infancia y adolescencia asistió a la escuela Cardinal Newman, ubicada en Hove. Antes de comenzar su interés por la música, Maynard asistía a una escuela de drama los sábados, hasta que a los 15 años decidió enfocarse mejor en la música. Durante su tiempo libre, se dedicaba a realizar versiones de distintas canciones para divertirse, hasta que el 15 de febrero de 2010 decidió subir su versión de «Breathe» de Lee Carr a su canal oficial de YouTube.
Debido al alto número de visitas que recibió, continuó haciendo versiones de canciones de cantantes como Usher y Stevie Wonder. Fue así como atrajo la atención de Pharrell Williams y Ne-Yo, quienes le hicieron firmar un contrato discográfico con Parlophone y además se convirtieron en sus mentores. A principios de diciembre de 2011, MTV realizó el concurso Brand New For 2012 donde se pretendía elegir a quién sería la nueva sensación del 2012. Maynard competía con numerosos artistas como Lana Del Rey, Delilah y Charli XCX. El 31 de enero de 2012, se anunció que Maynard había resultado ganador con el 45% de los votos totales.

### 2012-presente:Contrasty segundo álbum de estudio
Concentrado en su disco, Maynard decidió publicar el vídeo musical de su primer sencillo «Can't Say No» el 1 de marzo de 2012. Tras su lanzamiento oficial en abril, debutó como número dos en el UK Singles Chart, solo detrás de «Call Me Maybe» de Carly Rae Jepsen. El mismo mes, anunció que su primer disco se llamaría Contrast, y que estaba programado para lanzarse en julio. Después, el 1 de mayo, publicó la canción «Drowning» para que sus seguidores la descargaran digitalmente de manera gratuita como una muestra del disco. El 9 de junio, cantó «Can't Say No» en el Summertime Ball realizado por Capital FM. El segundo sencillo del cantante, «Vegas Girl», fue lanzado en julio y debutó como número cuatro en el Reino Unido en agosto. A la semana siguiente, Contrast debutó como número uno en el UK Albums Chart. En octubre, «Turn Around», colaboración del cantante con su mentor Ne-Yo, alcanzó el octavo puesto del UK Singles Chart, dando a Maynard su tercer top diez.
En enero de 2013, lanzó «Animal», cuarto sencillo de Contrast, que tras cuatro semanas, logró el sexto puesto en el Reino Unido. Durante el primer semestre del año, se mantuvo trabajando en lo que sería su segundo álbum de estudio. En julio dijo a MTV que había estado trabajando con Gym Class Heroes y Labrinth. Añadió que trataba de hacer algo diferente y divertido, pero que resulta algo difícil. Si bien ya Maynard había trabajado con la artista Rita Ora en la canción «Better Than You», comentó que ambos trabajaron nuevamente en un nuevo tema. También declaró que Calvin Harris estaría presente en el nuevo disco.

## Discografía

### Álbumes
| Año  | Álbum                                                                    | Posicionamiento en listas | Posicionamiento en listas | Posicionamiento en listas | Certificaciones |
| Año  | Álbum                                                                    | IRL                       | NZ                        | RU                        | Certificaciones |
| ---- | ------------------------------------------------------------------------ | ------------------------- | ------------------------- | ------------------------- | --------------- |
| 2012 | Contrast - Lanzamiento: 30 de julio de 2012. - Calificación de Allmusic: | 10                        | 27                        | 1                         | - BPI: Plata    |

### Sencillos
| Año | Sencillo       | Posiciones | Posiciones | Posiciones | Certificaciones |          |          |          |          |          |          |          |          |          |          |          |          |          |          |
| Año | Sencillo       | IRL        | NZ         | RU         | Certificaciones |          |          |          |          |          |          |          |          |          |          |          |          |          |          |
| Contrast | Contrast       | Contrast   | Contrast   | Contrast   | Contrast        | Contrast | Contrast | Contrast | Contrast | Contrast | Contrast | Contrast | Contrast | Contrast | Contrast | Contrast | Contrast | Contrast | Contrast |
| --- | -------------- | ---------- | ---------- | ---------- | --------------- | -------- | -------- | -------- | -------- | -------- | -------- | -------- | -------- | -------- | -------- | -------- | -------- | -------- | -------- |
| 2012 | «Can't Say No» | 13         | 21         | 2          | - BPI: Plata    |          |          |          |          |          |          |          |          |          |          |          |          |          |          |
| 2012 | «Vegas Girl»   | 22         | —          | 4          |                 |          |          |          |          |          |          |          |          |          |          |          |          |          |          |
| 2012 | «Turn Around»  | 14         | 28         | 8          | - BPI: Plata    |          |          |          |          |          |          |          |          |          |          |          |          |          |          |
| 2013 | «Animal»       | 27         | —          | 6          |                 |          |          |          |          |          |          |          |          |          |          |          |          |          |          |
| Por anunciarse |                |            |            |            |                 |          |          |          |          |          |          |          |          |          |          |          |          |          |          |
| 2013 | «R U Crazy»    | 18         | —          | 4          |                 |          |          |          |          |          |          |          |          |          |          |          |          |          |          |
| «—» indica que el sencillo no se posicionó en ese territorio y los espacios vacíos denotan que no ha recibido ninguna certificación. |                |            |            |            |                 |          |          |          |          |          |          |          |          |          |          |          |          |          |          |

## Premios y nominaciones
| Año  | Premiación              | Trabajo nominado | Categoría                        | Resultado | Ref.          |
| ---- | ----------------------- | ---------------- | -------------------------------- | --------- | ------------- |
| 2012 | BBC Radio 1 Teen Awards | Contrast         | Mejor álbum británico            | Nominado  | [ 23 ] [ 24 ] |
| 2012 | MOBO Awards             | Conor Maynard    | Mejor artista nuevo              | Nominado  | [ 25 ] [ 26 ] |
| 2012 | MTV Europe Music Awards | Conor Maynard    | Mejor artista push               | Nominado  | [ 27 ] [ 28 ] |
| 2012 | MTV Europe Music Awards | Conor Maynard    | Mejor artista británico/irlandés | Nominado  | [ 29 ]        |